# Graomys
A Graomys az emlősök (Mammalia) osztályának rágcsálók (Rodentia) rendjébe, ezen belül a hörcsögfélék (Cricetidae) családjába tartozó nem.

## Rendszerezés
A nembe az alábbi 4 faj tartozik:
- Graomys centralis Thomas, 1902
- Graomys domorum Thomas, 1902
- Graomys edithae Thomas, 1919
- Graomys griseoflavus Waterhouse, 1837 - típusfaj